# جوي هيستر
جوي هيستر (بالإنجليزية: Joy Hester)‏ (21 أغسطس 1920، ملبورن في أستراليا - 4 ديسمبر 1960 في أستراليا)؛ رسامة، كاتِبة وشاعرة أسترالية.